# Back to the Rock II
Back To The Rock II é um álbum de estúdio da banda CPR, formada por antigos integrantes do Petra (com exceção do guitarrista Kirk Henderson). O álbum se trata de um projeto paralelo à discografia do supracitado grupo, mas, ao mesmo tempo, sendo uma continuação de seu disco homônimo, lançado em 2010.
De acordo com o vocalista Greg X. Volz, a produção do álbum fora incentivada e patrocinada por diversos admiradores que gostariam de ouvir releituras de outros sucessos do Petra, os quais não puderam entrar na gravação de Back to the Rock.

## Faixas
Todas as músicas por Bob Hartman, exceto onde anotado
1. "Hollow Eyes" – 04:18
2. "The Coloring Song" (David Eden) - 02:53
3. "Not Of This World" – 04:34
4. "Dream On" (Steven Tyler, Aerosmith cover) – 05:00
5. "Judas Kiss" – 04:34
6. "Beat The System" – 04:22
7. "For Annie" – 04:36
8. "All Over Me" – 05:59
9. "Praise Ye The Lord" (Greg X. Volz) – 04:16
10. "It Is Finished" – 04:14

## Créditos
- Greg X. Volz - Vocal
- John Lawry - Teclados, vocal de apoio
- Kirk Henderson - Guitarra, vocal de apoio
- Ronny Cates - baixo, vocal de apoio
- Louie Weaver - Bateria, percussão